# André Goossens
Pour les articles homonymes, voir André et Goossens.
André Goossens, né à Schaerbeek le 17 novembre 1772 et décédé à Schaerbeek le 5 mars 1807, a été bourgmestre de Schaerbeek de 1800 à 1807.
La commune de Schaerbeek a donné son nom à une rue.